# Pacific Air Lines
Pacific Air Lines (vormals Southwest Airways) war eine US-amerikanische Fluggesellschaft, die hauptsächlich Städte in Kalifornien anflog.

## Geschichte
Im Jahr 1941 schlossen der US-Veteran Jack Connelly und der Hollywoodproduzent Leland Hayward eine Geschäftspartnerschaft, die sich 1946 zu der Fluggesellschaft Southwest Airways entwickelte. Sie begann ihren Flugbetrieb am 2. Dezember 1946 mit einer Douglas DC-3/C-47. Im August 1953 flog Southwest Airways 23 Flughäfen an, die sich alle außer Medford, Oregon in Kalifornien befanden. Im Jahr 1948 hatte Southwest Airways zehn Flugzeuge, alle vom Typ DC-3. Eine der DC-3 flog von San Francisco nach Los Angeles in 3 Stunden und 45 Minuten mit acht Zwischenstopps.
Im Jahr 1952 erhielt Southwest Airways acht Martin 2-0-2, die schneller und größer als die DC-3 waren.
Am 6. Mai 1958 benannte sich Southwest Airways in Pacific Air Lines um. Im folgenden Jahr übernahm die Fluggesellschaft 14 Martin 4-0-4, die mit einer Druckkabine ausgestattet waren. Zugleich wurde auch eine Fairchild F-27 in die Flotte der Pacific Air Lines integriert.
Im Jahr 1962 flottete Pacific Air Lines ihre letzte DC-3 aus und ebenso zwei Jahre später ihre Martin 2-0-2. Im Jahr 1965 übernahm Pacific Air Lines sechs Boeing 727-100, die sich jedoch als unwirtschaftlich für Flüge an der  Pazifikküste  herausstellten. Zwei Boeing 727-100 wurden an National Airlines verleast. Im Jahr 1967 fand der letzte Flug einer Martin 4-0-4 der Pacific Air Lines statt. Pacific Air Lines zeigte auch Interesse an der Boeing 737-200, die jedoch nie ausgeliefert wurde.
Am 1. Juli 1968 schloss sich Pacific Air Lines mit West Coast Airlines und Bonanza Air Lines zur Hughes Airwest zusammen. Zu diesem Zeitpunkt bestand die Flotte aus elf Fairchild F-27, fünf Martin 4-0-4 und drei Boeing 727.

## Flotte
Southwest Airways und Pacific Air Lines betrieben folgende Flugzeugtypen:

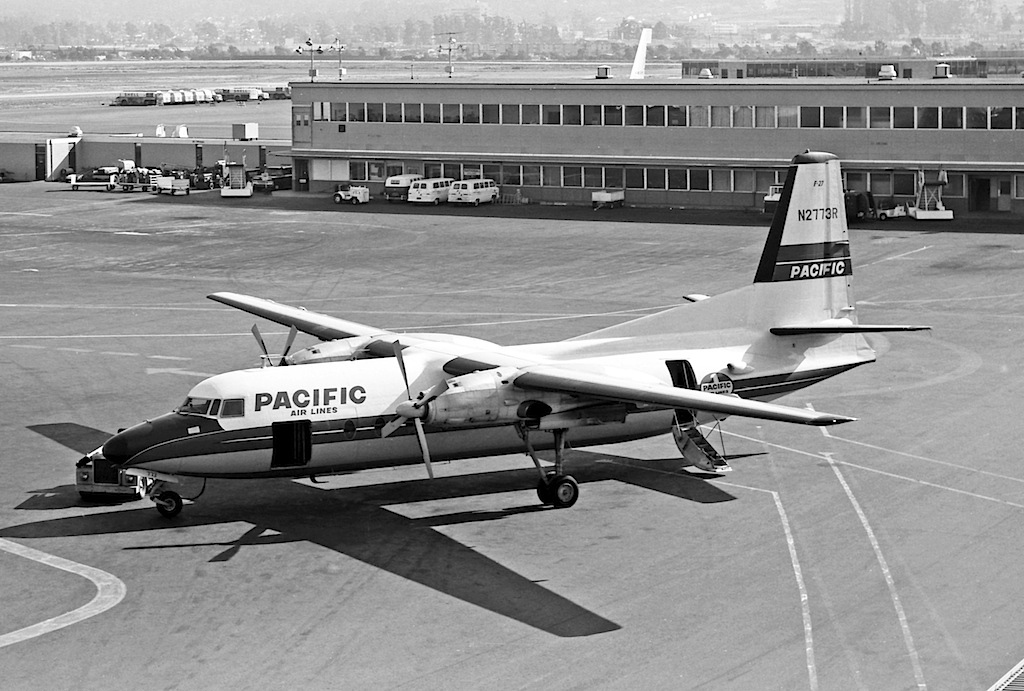
Eine Fairchild F-27 der Pacific Air Lines, 1963

- Boeing 727-100
- Douglas DC-3
- Fairchild F-27
- Martin 2-0-2
- Martin 4-0-4

## Zwischenfälle
Von 1946 bis zur Betriebseinstellung 1968 kam es bei Southwest Airways und Pacific Air Lines zu 4 Totalschäden von Flugzeugen. Bei 3 davon kamen 67 Menschen ums Leben. Beispiel:
- Am 6. April 1951 wurde eine Douglas DC-3/C-47A-90-DL der Southwest Airways (Luftfahrzeugkennzeichen N63439) in wolkigem Wetter am Refugio Pass, Kalifornien, USA, in einer Höhe von 840 m gegen einen Berg geflogen. Die vorgeschriebene Mindestflughöhe betrug 1220 m. Alle 22 Insassen, 3 Crewmitglieder und 19 Passagiere wurden getötet.[7]

- Am 30. Dezember 1955 wurde eine Martin 2-0-2 der Southwest Airways (N93061) auf dem Flughafen San Francisco (Kalifornien, USA) bei einem Hangarbrand zerstört. Personen kamen nicht zu Schaden.[8][9]

- Am 21. August 1959 wurde eine Martin 2-0-2A der Pacific Air Lines (N93202) auf dem Flughafen Burbank (Kalifornien, USA) bei einem Unfall am Boden irreparabel beschädigt. Die geparkte Maschine wurde durch eine Curtiss C-46 Commando (N111E) gerammt. Personen kamen nicht zu Schaden.[10]

- Am 7. Mai 1964 um 6:49 Uhr (PST) stürzte eine Fairchild F-27A der Pacific Air Lines auf dem Flug von Reno in Nevada zum San Francisco International Airport nahe der Ortschaft San Ramon in Kalifornien ab. Wahrscheinliche Ursache war die Verwundung oder Tötung der Cockpitbesatzung durch einen Passagier. Die dann führerlose Maschine prallte daraufhin gegen einen Berghang. Bei dem Aufprall wurden alle noch lebenden Insassen getötet, insgesamt starben 44 Menschen (siehe auch Pacific-Air-Lines-Flug 773).[11]